# Eagle Ford

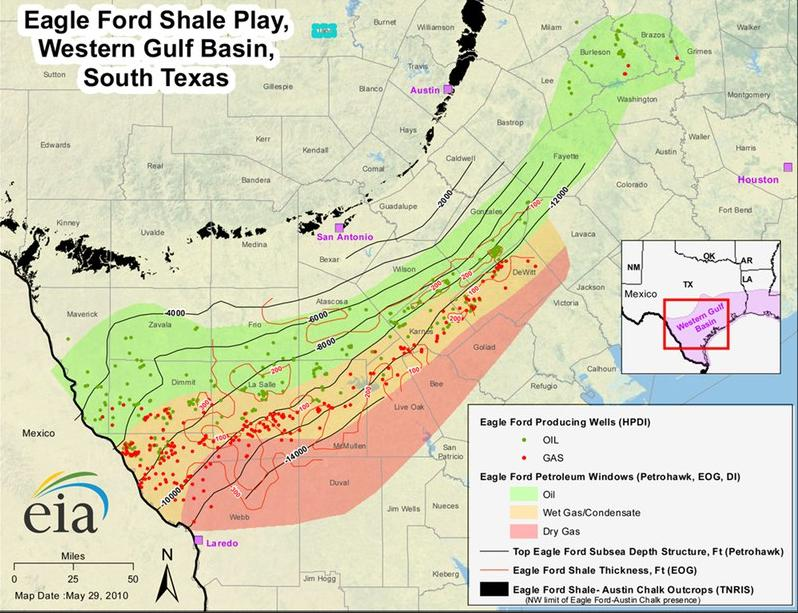
Carte de la formation et des forages.

Eagle Ford ou  Eagle Ford shale est une formation sédimentaire argileuse riche en matière organique datée du Crétacé supérieur et située dans le sud-est du Texas.
Elle renferme des hydrocarbures non conventionnels de type gaz de schiste mais aussi huile de schiste selon l'enfouissement de cette roche-mère.